# Iain Matthews
Iain Matthews (Scunthorpe, 16 juni 1946) is een Engelse musicus. Zijn oorspronkelijke naam is Ian Matthews. Vanaf 1968 tot 1989 noemde hij zich Iain Matthews. 

## Loopbaan
Matthews speelde in de vroege jaren 60 in verschillende lokale amateurbands, totdat hij in 1966 verhuisde naar Londen en lid werd van de band Pyramid. Hij verliet Pyramid om zich aan te sluiten bij Fairport Convention, een folkrockband die in eerste instantie sterk op de Amerikaanse folk was gericht. Matthews was een van de zangers op de eerste twee albums van deze band. In 1969, toen Fairport Convention zich tegen zijn zin meer door de Engelse en Keltische folk liet inspireren, verliet Matthews de groep tijdens de opnames voor het derde album.
Hij nam in 1970 een solo-album op onder de naam Matthews' Southern Comfort, daarbij geholpen door enkele leden van Fairport Convention. Matthews Southern Comfort zou later uitgroeien tot een band. Met deze groep bracht hij twee albums uit en had hij een wereldhit met het door Joni Mitchell geschreven Woodstock. Kort daarop ontbond hij zijn groep en ging korte tijd solo verder. In 1972 richtte hij wederom een band op, Plainsong, waarmee een album werd uitgebracht voordat de groep in 1974 weer werd ontbonden. Inmiddels was hij naar de Verenigde Staten geëmigreerd. Hierna bracht hij een aantal solo-albums uit, waarvan de meeste door de critici positief werden onthaald maar die geen van alle commercieel succes hadden.
Nadat in 1984 platenmaatschappij Polygram zijn album Shook alleen in Duitsland uitbracht besloot Matthews te stoppen met muziek maken. In 1986 herzag hij deze beslissing, na een optreden op het jaarlijkse reüniefestival van Fairport Convention. Sindsdien nam hij een groot aantal albums op, zowel solo als met bands, waaronder het heropgerichte Plainsong. 
Matthews woont tegenwoordig in Nederland in het Limburgse dorp Horst. Zanger/pianist Bart de Win kondigt op zijn website een Europese tour van Matthews Southern Comfort aan voor 2011. In januari 2014 verscheen Matthews', naar eigen zeggen, laatste soloalbum, The Art of Obscurity, met daarop onder andere een aantal nummers die hij samen met de Nederlandse pianist Egbert Derix schreef (bron: Iain Matthews & Egbert Derix). De samenwerking met Derix gaat terug tot 2003 toen Derix toetsen speelde bij de jubileum concertreeks van Matthews' album If you saw thro' my eyes. In september 2013 verschijnt de documentaire 'In the Now', een film van Peter Jong en Olivier Hamaker, over de samenwerking tussen Matthews en Derix.
In 2017 maakt Matthews Southern Comfort een doorstart in een nieuwe line-up. Met gitarist, producer BJ Baartmans, toetsenist Bart de Win en singersongwriter Eric Devries wordt een nieuw album opgenomen. Dit is in 2018 verschenen met als titel Like a radio.

## Discografie

### Albums
Matthews heeft veel albums uitgebracht al dan niet in bandjes of solo. Alleen If you saw thro' my eyes en verzamelalbum Collected (23 april 2011) haalden de Nederlandse albumlijst.
| Album met eventuele hitnotering(en) in de Nederlandse Album Top 100 | Datum van verschijnen | Datum van binnenkomst | Hoogste positie | Aantal weken | Opmerkingen      |
| ------------------------------------------------------------------- | --------------------- | --------------------- | --------------- | ------------ | ---------------- |
| If you saw thro' my eyes                                            | 1971                  | 19-06-1971            | 49              | 7            | als Ian Matthews |
| Collected                                                           | 2011                  | 23-04-2011            | 86              | 1            | Verzamelalbum    |

#### Solo
- 1971: If you saw thro' my eyes (als Ian Matthews)
- 1972: Tigers will survive (als Ian Matthews)
- 1973: Valley Hi (als Ian Matthews)
- 1974: Some days you eat the bear (als Ian Matthews)
- 1974: Journeys from Gospel Oak (als Ian Matthews)
- 1976: Go for broke (als Ian Matthews)
- 1977: Hit and run (als Ian Matthews)
- 1978: Stealin' home (als Ian Matthews)
- 1979: Siamese friends (als Ian Matthews)
- 1979: Discreet repeat (verzamelalbum) (als Ian Matthews)
- 1980: Spot of interference (als Ian Matthews)
- 1984: Shook (als Ian Matthews)
- 1988: Walking a changing line  (als Ian Matthews)
- 1990: Pure and crooked
- 1991: Nights in Manhattan (Notebook-serie)
- 1991: Orphans and outcasts, volume 1 (demo’s)
- 1992: Skeleton keys
- 1992: Live alone (Notebook-serie)
- 1993: Orphans and outcasts, volume 2 (demo’s)
- 1993: Intimate wash (Notebook-serie)
- 1994: The dark ride
- 1995: Camouflage (Notebook-serie)
- 1996: God looked down
- 1997: The remembering (1 lied)
- 1998: Excerpts from Swine Lake
- 1999: Orphans and outcasts, volume 3 (demo’s)
- 2000: A tiniest wham
- 2002: The Complete Notebook Series
- 2004: Zumbach's Coat
- 2006: Osolomeo (dvd)
- 2007: Contact (dvd)
- 2008: Joy Mining (met Searing Quartet)
- 2009: Amen
- 2009: Afterwords (met Egbert Derix)
- 2011: Collected (verzamelalbum)
- 2012: In The Now (met Egbert Derix)
- 2012: That is to Say (dvd) (met Egbert Derix)

#### Bands

##### Pyramid
- 1967: Pyramid: The summer of last year/Summer night (single)

##### Fairport Convention
- 1968: Fairport Convention
- 1969: What we did on our holidays
- 1970: Unhalfbricking (slechts één lied)

##### Matthews’ Southern Comfort
- 1970: Matthews' Southern Comfort
- 1970: Second spring
- 1970: Later that same year
- 1994: Scion (BBC-opnamen)
- 2010: Kind of new
- 2010: Kind of live
- 2018: Like a radio

##### Plainsong
- 1972: In search of Amelia Earheart
- 1992: On air
- 1992: And that’s that
- 1993: The dark side of the room
- 1994: Voices electric
- 1996: Sister flute
- 1997: Live in Austria (EP)
- 1999: New place now
- 2001: A to B
- 2003: Pangolins
- 2012: Fat lady sings

##### Hi-Fi
- 1982: Demonstration record
- 1982: Moods for mallards

##### Hamilton Pool
- 1995: Return to zero

##### Matthews metElliott Murphy
- 2001: La terre commune
- 2003: The official Blue Rose bootleg

##### More Than A Song
- 2001: More Than A Song
- 2002: Witness

##### No Grey Faith
- 2000: Secrets all told

##### The Iain Adventure
- 2000: The Iain Adventure
- 2010: Ride the times

### Singles
Van zijn singles haalden er ook slechts twee de Nederlandse lijsten.
| Single met eventuele hitnotering(en) in de Nederlandse Top 40 | Datum van verschijnen | Datum van binnenkomst | Hoogste positie | Aantal weken | Opmerkingen                                              |
| ------------------------------------------------------------- | --------------------- | --------------------- | --------------- | ------------ | -------------------------------------------------------- |
| Woodstock                                                     | 1970                  | week 48               | 21              | 8            | #17 in de Single Top 100 - als Matthews Southern Comfort |
| Brown eyed girl                                               | 1976                  | 28-08-1976            | tip9            | -            | #22 in de Single Top 100 - als Ian Matthews              |

- Bibsys: 8019537
- Bibliothèque nationale de France: cb138972300 (data)
- Gemeinsame Normdatei: 134458117
- International Standard Name Identifier: 0000 0001 2028 5718
- Library of Congress Control Number: no2005099834
- MusicBrainz: 17c3cfb3-0f55-4734-b9c8-1ee5683cca19
- Nederlandse Thesaurus van Auteursnamen: 099738872
- Système universitaire de documentation: 157479366
- Virtual International Authority File: 74038193
- WorldCat: E39PBJfmkvyQKGtvVBYG7w63Qq